# Lista de atletas do Club de Regatas Vasco da Gama medalhistas por seleções
Esta é uma lista com os atletas que foram campeões/medalhistas representando suas respectivas seleções nacionais nas diversas modalidades esportivas enquanto atuavam pelo Club de Regatas Vasco da Gama.

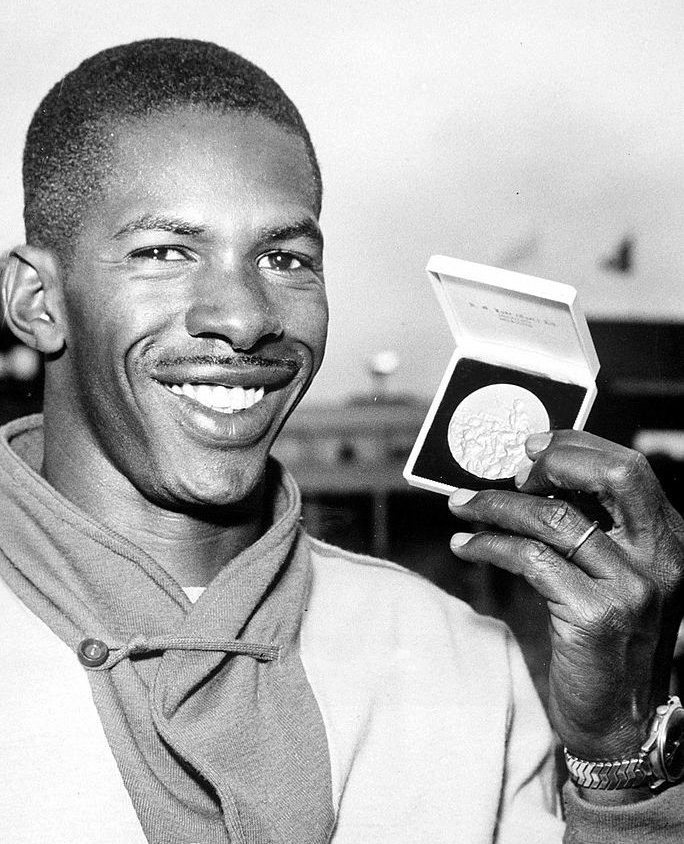
Adhemar Ferreira da Silva, bicampeão olímpico, tricampeão panamericano e sete vezes recordista mundial no salto triplo. Único brasileiro a figurar no Hall da Fama do Atletismo, está inscrito no Livro de Heróis da Pátria.

 Medalha de Ouro (Campeão) 

 Medalha de Prata (Vice-Campeão) 

 Medalha de Bronze (Terceiro Lugar)

## Estatísticas
Última atualização: 07 de setembro de 2024
| #                 | Evento                            |     |    |    |     |
| ----------------- | --------------------------------- | --- | -- | -- | --- |
| 1.                | Jogos Olímpicos                   | 9   | 20 | 11 | 40  |
| 2.                | Jogos Paralímpicos                | 2   | 14 | 18 | 34  |
| 3.                | Jogos Mundiais Militares          | 18  | 0  | 1  | 19  |
| 4.                | Jogos Mundiais de Praia           | 7   | 0  | 1  | 8   |
| 5.                | Jogos Pan-Americanos              | 27  | 31 | 27 | 85  |
| 6.                | Jogos Parapan-Americanos          | 46  | 20 | 12 | 78  |
| 7.                | Jogos Sul-Americanos              | 11  | 2  | 3  | 16  |
| 8.                | Jogos Sul-Americanos de Praia     | 9   | 0  | 0  | 9   |
| 9.                | Jogos Sul-Americanos da Juventude | 0   | 1  | 0  | 1   |
| 10.               | Jogos do Mediterrâneo de Praia    | 1   | 0  | 0  | 1   |
| 11.               | Jogos da Boa Vontade              | 0   | 0  | 2  | 2   |
| 12.               | INAS Global Games                 | 1   | 1  | 2  | 4   |
| 13.               | CP Games                          | 5   | 0  | 0  | 5   |
| Total de Medalhas | Total de Medalhas                 | 136 | 89 | 77 | 302 |

## Eventos multiesportivos

### Jogos Olímpicos

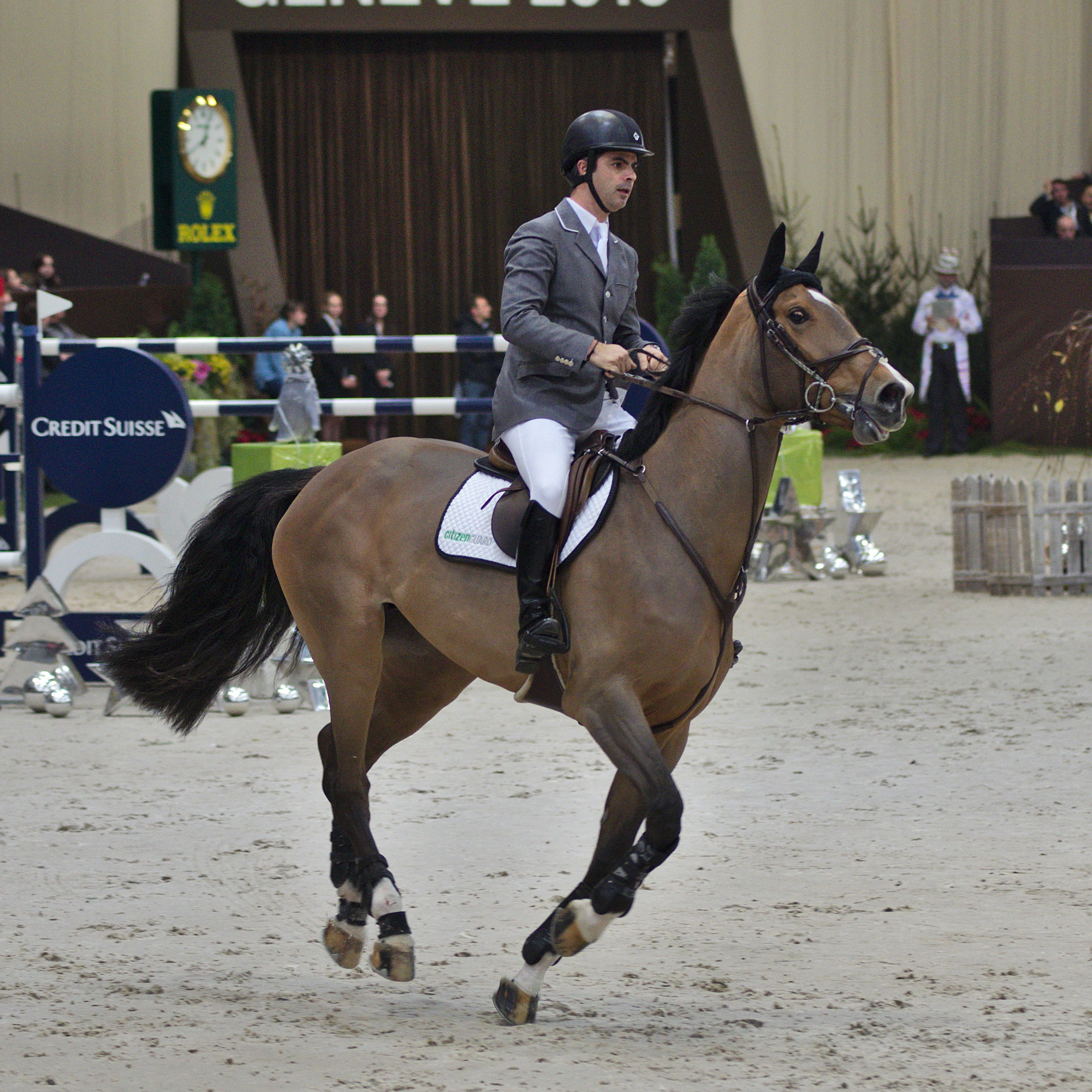
Rodrigo Pessoa, campeão olímpico nos Jogos de Atenas 2004 e tricampeão mundial de hipismo.

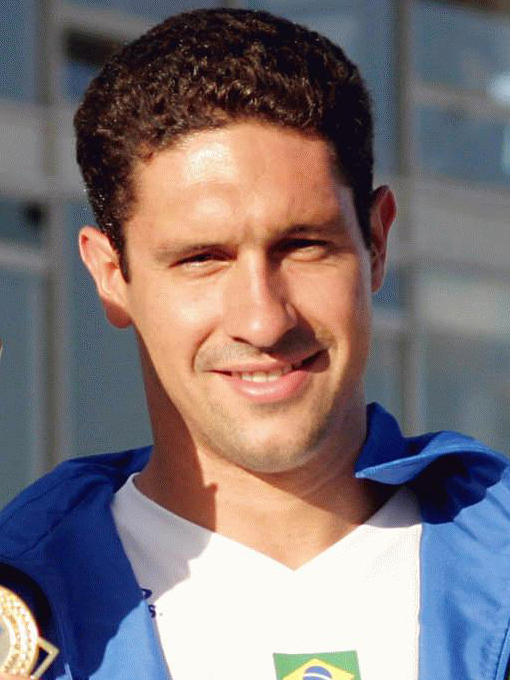
Gustavo Borges, nadador brasileiro com maior número de medalhas conquistadas na história.

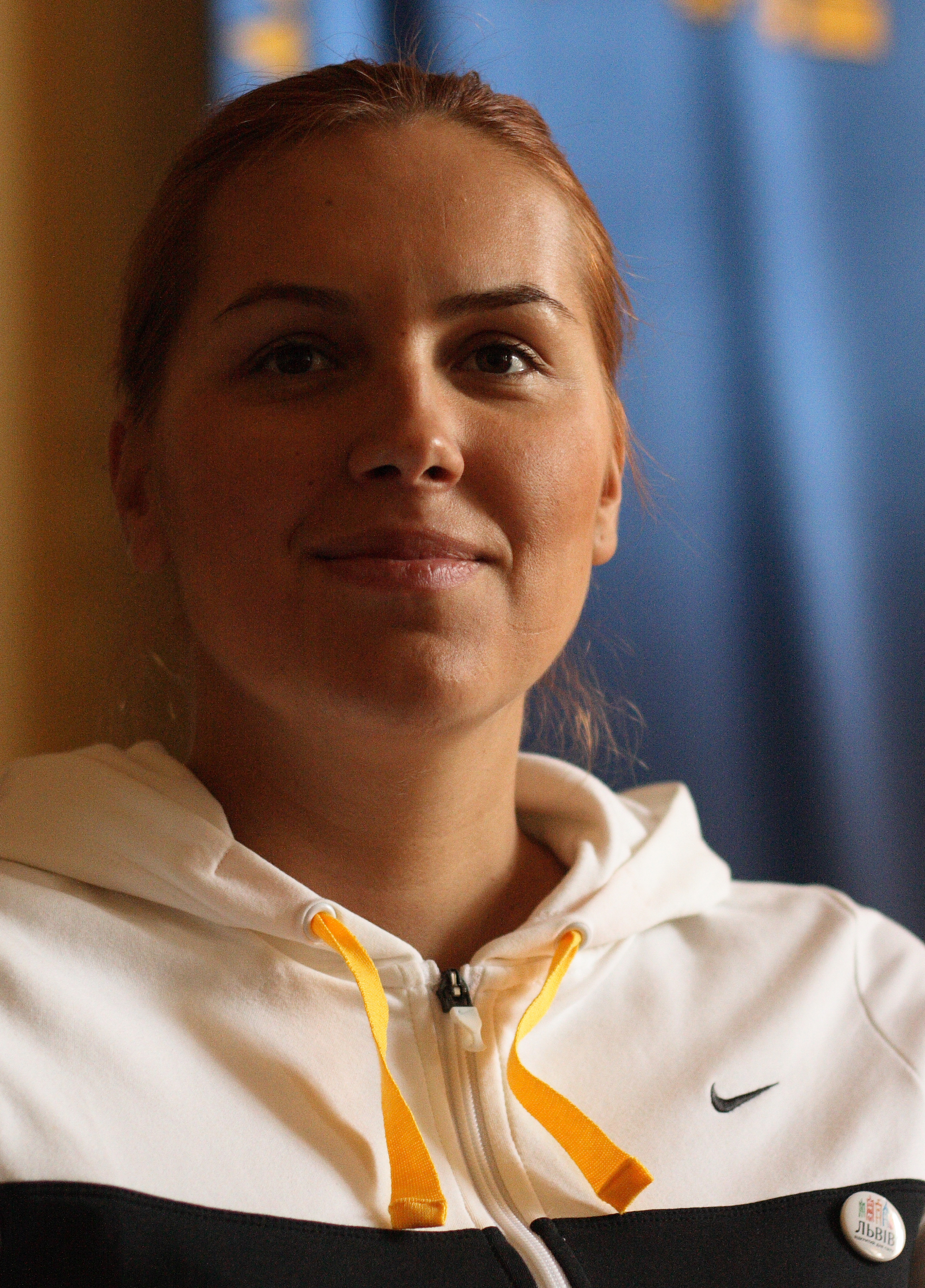
Yana Klochkova, tetracampeã olímpica e deca mundial de natação

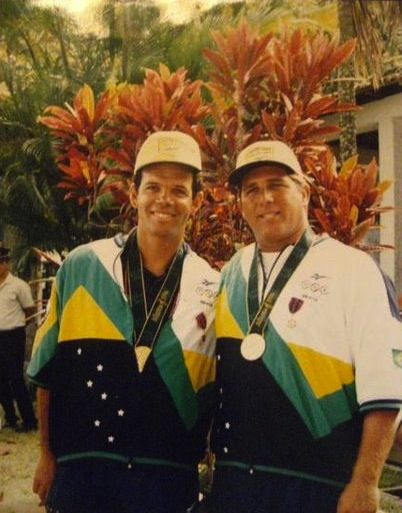
Torben Grael e Marcelo Ferreira, expoentes do iatismo, somam oito medalhas olímpicas.

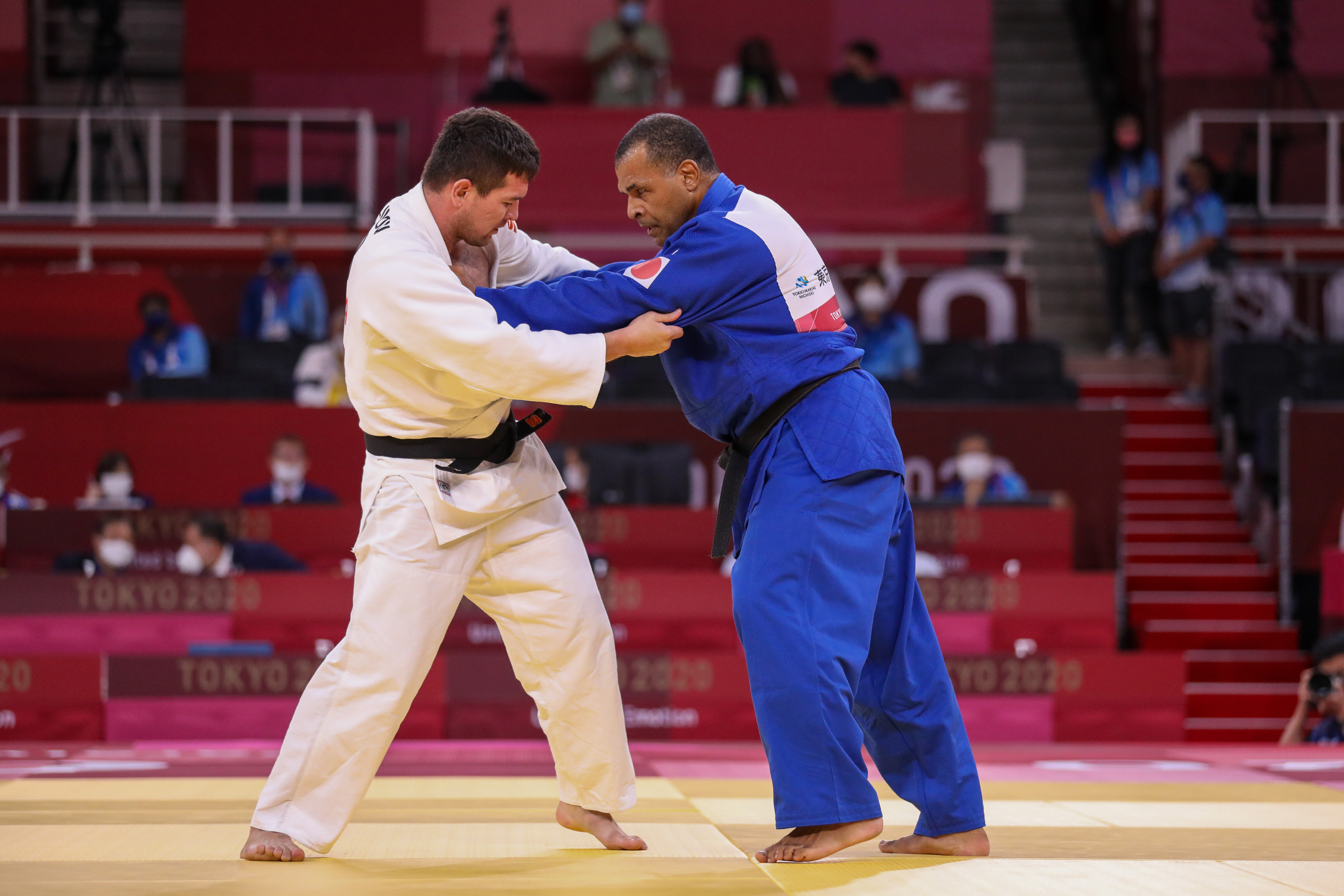
Antônio Tenório (azul), considerado um dos maiores judocas paralímpicos brasileiros da história, com seis medalhas em sete participações.

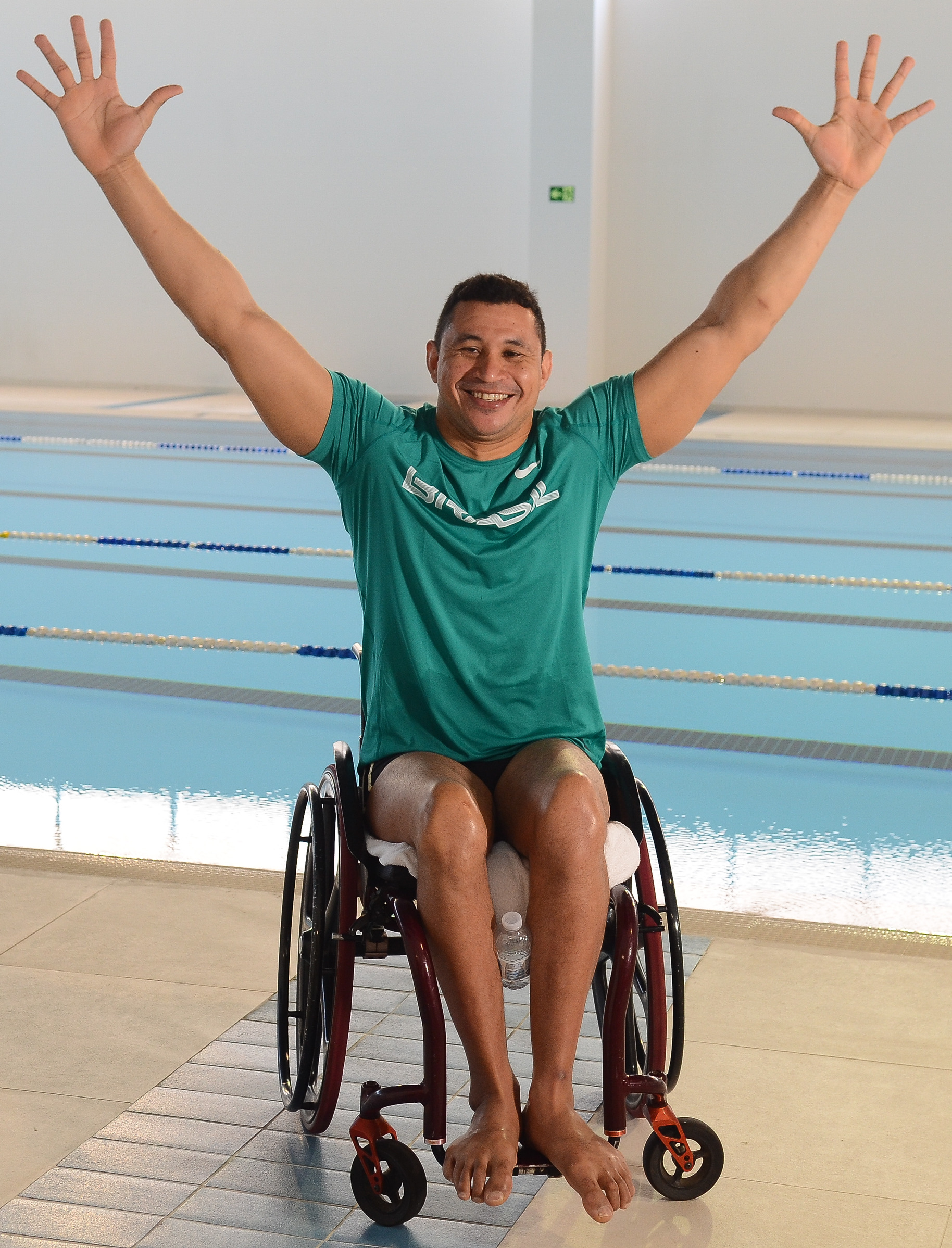
Clodoaldo Silva, apontado como um dos maiores nadadores paralímpicos e medalhistas da história do Brasil.

| Atletismo       | Atleta                    | Modalidade   | Edição           | Ref.   |
| --------------- | ------------------------- | ------------ | ---------------- | ------ |
| ouro            | Adhemar Ferreira da Silva | Salto Triplo | Melbourne 1956   | [ 12 ] |
| prata           | André Domingos            | 4x100m rasos | Sydney 2000      | [ 13 ] |
| prata           | Claudinei Quirino         | 4x100m rasos | Sydney 2000      | [ 13 ] |
| prata           | Cláudio Souza             | 4x100m rasos | Sydney 2000      | [ 14 ] |
| prata           | Édson Luciano             | 4x100m rasos | Sydney 2000      | [ 13 ] |
| prata           | Vicente de Lima           | 4x100m rasos | Sydney 2000      | [ 13 ] |
| honra ao mérito | Adalberto Cardoso         | 10000 metros | Los Angeles 1932 | [ 15 ] |

| Basquete | Atleta           | Modalidade | Edição       | Ref.   |
| -------- | ---------------- | ---------- | ------------ | ------ |
| bronze   | Alfredo da Motta | masculino  | Londres 1948 | [ 16 ] |
| bronze   | Claudinha        | feminino   | Sydney 2000  | [ 17 ] |
| bronze   | Janeth Arcain    | feminino   | Sydney 2000  | [ 18 ] |
| bronze   | Kelly            | feminino   | Sydney 2000  | [ 19 ] |

| Futebol | Atleta        | Modalidade | Edição       | Ref.   |
| ------- | ------------- | ---------- | ------------ | ------ |
| ouro    | Luan Garcia   | masculino  | Rio 2016     | [ 20 ] |
| ouro    | Lucão         | masculino  | Tóquio 2020  | [ 21 ] |
| ouro    | Ricardo Graça | masculino  | Tóquio 2020  | [ 22 ] |
| prata   | Geovani       | masculino  | Seul 1988    | [ 23 ] |
| prata   | Mazinho       | masculino  | Seul 1988    | [ 24 ] |
| prata   | Romário       | masculino  | Seul 1988    | [ 25 ] |
| prata   | Rômulo        | masculino  | Londres 2012 | [ 26 ] |

| Hipismo | Atleta         | Modalidade  | Edição      | Ref.   |
| ------- | -------------- | ----------- | ----------- | ------ |
| bronze  | Rodrigo Pessoa | Por Equipes | Sydney 2000 | [ 27 ] |

| Natação | Atleta          | Modalidade     | Edição      | Ref.   |
| ------- | --------------- | -------------- | ----------- | ------ |
| ouro    | Inge de Bruijn  | 50m livres     | Sydney 2000 | [ 28 ] |
| ouro    | Inge de Bruijn  | 100m livres    | Sydney 2000 | [ 28 ] |
| ouro    | Inge de Bruijn  | 100m borboleta | Sydney 2000 | [ 28 ] |
| ouro    | Yana Klochkova  | 200m medley    | Sydney 2000 | [ 29 ] |
| ouro    | Yana Klochkova  | 400m medley    | Sydney 2000 | [ 29 ] |
| prata   | Denys Sylantyev | 200m borboleta | Sydney 2000 | [ 30 ] |
| prata   | Inge de Bruijn  | 4x100m livres  | Sydney 2000 | [ 28 ] |
| prata   | Yana Klochkova  | 800m livres    | Sydney 2000 | [ 29 ] |
| bronze  | Carlos Jayme    | 4x100m livres  | Sydney 2000 | [ 31 ] |
| bronze  | Edvaldo Valério | 4x100m livres  | Sydney 2000 | [ 32 ] |
| bronze  | Gustavo Borges  | 4x100m livres  | Sydney 2000 | [ 33 ] |

| Vela   | Atleta           | Modalidade   | Edição      | Ref.   |
| ------ | ---------------- | ------------ | ----------- | ------ |
| prata  | Robert Scheidt   | Classe Laser | Sydney 2000 | [ 34 ] |
| bronze | Marcelo Ferreira | Classe Star  | Sydney 2000 | [ 35 ] |
| bronze | Torben Grael     | Classe Star  | Sydney 2000 | [ 36 ] |

| Vôlei  | Atleta          | Modalidade | Edição      | Ref.   |
| ------ | --------------- | ---------- | ----------- | ------ |
| prata  | Ruslan Olikhver | masculino  | Sydney 2000 | [ 37 ] |
| bronze | Raquel da Silva | feminino   | Sydney 2000 | [ 38 ] |

| Vôlei de Praia | Atleta        | Modalidade | Edição      | Ref.   |
| -------------- | ------------- | ---------- | ----------- | ------ |
| prata          | Adriana Behar | feminino   | Sydney 2000 | [ 39 ] |
| prata          | Shelda        | feminino   | Sydney 2000 | [ 40 ] |
| prata          | Ricardo       | masculino  | Sydney 2000 | [ 41 ] |
| prata          | Zé Marco      | masculino  | Sydney 2000 | [ 42 ] |
| prata          | Adriana Behar | feminino   | Atenas 2004 | [ 39 ] |
| prata          | Shelda        | feminino   | Atenas 2004 | [ 40 ] |

### Jogos Paralímpicos
| Fut 7  | Atleta                 | Modalidade | Edição   | Ref.   |
| ------ | ---------------------- | ---------- | -------- | ------ |
| bronze | Diego Delgado          | masculino  | Rio 2016 | [ 43 ] |
| bronze | Felipe Rafael          | masculino  | Rio 2016 | [ 43 ] |
| bronze | Fernandes Alves Vieira | masculino  | Rio 2016 | [ 43 ] |
| bronze | Gilvano Diniz          | masculino  | Rio 2016 | [ 43 ] |
| bronze | Hudson Hyure           | masculino  | Rio 2016 | [ 44 ] |
| bronze | Igor Romero            | masculino  | Rio 2016 | [ 44 ] |
| bronze | Jônatas Santos Machado | masculino  | Rio 2016 | [ 43 ] |

| Judô | Atleta          | Modalidade         | Edição      | Ref.   |
| ---- | --------------- | ------------------ | ----------- | ------ |
| ouro | Antônio Tenório | Médio-Sênior 87 kg | Sydney 2000 | [ 45 ] |

| Natação | Atleta                  | Modalidade          | Edição      | Ref.   |
| ------- | ----------------------- | ------------------- | ----------- | ------ |
| ouro    | Fabiana Sugimori        | 50m livres S11      | Sydney 2000 | [ 46 ] |
| prata   | Adriano Gomes de Lima   | 100m livres S6      | Sydney 2000 | [ 47 ] |
| prata   | Adriano Gomes de Lima   | 4x50m livres        | Sydney 2000 | [ 47 ] |
| prata   | Adriano Gomes de Lima   | 4x50m medley        | Sydney 2000 | [ 47 ] |
| prata   | Clodoaldo Silva         | 100m livres S4      | Sydney 2000 | [ 48 ] |
| prata   | Clodoaldo Silva         | 4x50m livres        | Sydney 2000 | [ 48 ] |
| prata   | Clodoaldo Silva         | 4x50m medley        | Sydney 2000 | [ 48 ] |
| prata   | Francisco Avelino       | 4x50m medley        | Sydney 2000 | [ 49 ] |
| prata   | Joon Sok Seo            | 4x50m livres        | Sydney 2000 | [ 49 ] |
| prata   | Luis Silva              | 50m borboleta S6    | Sydney 2000 | [ 50 ] |
| prata   | Luis Silva              | 4x50m livres        | Sydney 2000 | [ 50 ] |
| prata   | Luis Silva              | 4x50m medley        | Sydney 2000 | [ 50 ] |
| prata   | Mauro Brasil            | 50m livres S9       | Sydney 2000 | [ 51 ] |
| prata   | Susana Ribeiro          | 4x50m livres misto  | Rio 2016    | [ 52 ] |
| prata   | Douglas Matera          | 4x100m livres misto | Tóquio 2020 | [ 53 ] |
| bronze  | Adriano Gomes de Lima   | 4x100m livres       | Sydney 2000 | [ 47 ] |
| bronze  | Clodoaldo Silva         | 50m livres S4       | Sydney 2000 | [ 48 ] |
| bronze  | Danilo Glasser          | 4x100m livres       | Sydney 2000 | [ 54 ] |
| bronze  | Danilo Glasser          | 50m livres S10      | Sydney 2000 | [ 55 ] |
| bronze  | Fabiano Machado         | 4x100m livres       | Sydney 2000 | [ 49 ] |
| bronze  | Genezi Alves de Andrade | 150m medley SM3     | Sydney 2000 | [ 56 ] |
| bronze  | Mauro Brasil            | 4x100m livres       | Sydney 2000 | [ 51 ] |
| bronze  | Daniel Mendes           | 4x50m livres misto  | Paris 2024  | [ 57 ] |
| bronze  | Lídia Cruz              | 50m costas S4       | Paris 2024  | [ 58 ] |
| bronze  | Lídia Cruz              | 150m medley SM4     | Paris 2024  | [ 59 ] |
| bronze  | Lídia Cruz              | 4x50m livres misto  | Paris 2024  | [ 59 ] |

### Jogos Mundiais Militares

#### Futebol
- Ana Freitas / Rio de Janeiro - 2011
- Maycon / Rio de Janeiro - 2011
- Carla Oliveira / Rio de Janeiro - 2011
- Cecília Silva / Rio de Janeiro - 2011
- Daniele Batista / Rio de Janeiro - 2011
- Danielle Silva / Rio de Janeiro - 2011
- Gisiane Figueiredo / Rio de Janeiro - 2011
- Luana Liberato / Rio de Janeiro - 2011
- Maria Alves / Rio de Janeiro - 2011
- Maria Mariano / Rio de Janeiro - 2011
- Melissa Sodré / Rio de Janeiro - 2011
- Michele Reis / Rio de Janeiro - 2011
- Rebeca Oliveira / Rio de Janeiro - 2011
- Roberta Lima / Rio de Janeiro - 2011
- Tânia Maranhão / Rio de Janeiro - 2011
- Tatiane da Silva/ Rio de Janeiro - 2011
- Thessa de Paula / Rio de Janeiro - 2011
- Vanessa Cataneo / Rio de Janeiro - 2011

#### Judô
- Sebástian Pereira / Zagreb - 2009

### Jogos Mundiais de Praia

#### Futebol de Praia
- Antônio / Doha - 2019
- Bokinha / Doha - 2019
- Catarino / Doha - 2019
- Lucão / Doha - 2019
- Mauricinho / Doha - 2019
- Rafael Padilha / Doha - 2019
- Rafinha Amorim / Doha - 2019

#### Handebol de Praia
- Beatriz Correia / Doha - 2019

### Jogos Pan-Americanos

#### Atletismo
- Adhemar Ferreira da Silva - Salto Triplo / Chicago - 1959
- Elenílson da Silva - 10.000m rasos / Winnipeg - 1999
- Márcia Narloch - Maratona / Santo Domingo - 2003
- Anderson dos Santos - 4x400m rasos / Winnipeg - 1999
- Elenílson da Silva - 5.000m rasos / Winnipeg - 1999
- Lucimar Aparecida de Moura - 200m rasos / Winnipeg - 1999
- Wilson Gomes Carneiro - 400m c/ barreiras / Buenos Aires - 1951
- Geisa Coutinho - Rev. 4x400m rasos / Santo Domingo - 2003
- Wilson Gomes Carneiro - 400m c/ barreiras / Cidade do México - 1955

#### Basquete
- Aylton / Winnipeg - 1999
- Demétrius / Winnipeg - 1999
- Helinho / Winnipeg - 1999
- Rogério / Winnipeg - 1999
- Sandro Varejão / Winnipeg - 1999
- Edson Bispo / Cidade do México - 1955

#### Boliche
- Marcelo Suartz - Individual / Lima - 2019

#### Caratê
- Lucélia Carvalho - (+ 60Kg) / Winnipeg - 1999
- Juarez Santos - (+ 80Kg) / Rio de Janeiro - 2007
- Altamiro Cruz - (+ 80Kg) / Winnipeg - 1999
- Carlos Lourenço - (- 65Kg) / Rio de Janeiro - 2007
- Antônio Carlos Pinto - (- 75Kg) / Winnipeg - 1999
- Maria Cecília Maia - (- 60Kg) / Winnipeg - 1999
- Nelson Sardenberg - (- 80Kg) / Winnipeg - 1999
- Maximiliano Pagano - (- 75Kg) / Winnipeg - 1999
- Vinícius Souza - (- 70Kg) / Rio de Janeiro - 2007

#### Futebol
- Lucas Figueiredo / Santiago - 2023
- Matheus Miranda / Santiago - 2023
- Daniele Batista / Guadalajara - 2011
- Maycon / Guadalajara - 2011
- Tânia Maranhão / Guadalajara - 2011
- Luan / Toronto - 2015

#### Handebol
- Beto Freitas / Winnipeg - 1999
- Bruno / Winnipeg - 1999

#### Judô
- Luana Carvalho - Por Equipes / Santiago - 2023
- Sebástian Pereira - Peso Leve / Winnipeg - 1999
- Luana Carvalho - -70kg / Santiago - 2023

#### Natação Paralímpica
- César Quintaes - 4x100m Livre / Winnipeg - 1999
- Gustavo Borges - 200m Livre / Winnipeg - 1999
- Gustavo Borges - 4x100m Livre / Winnipeg - 1999
- Gustavo Borges - 4x100m Medley / Winnipeg - 1999
- Leonardo Costa - 200m Costas / Winnipeg - 1999
- Luiz Lima - 400m Livre / Winnipeg - 1999
- Gustavo Borges - 4x200m Livre / Winnipeg - 1999
- Leonardo Costa - 4x200m Livre / Winnipeg - 1999
- Luiz Lima - 1500m Livre / Winnipeg - 1999
- Ana Carolina Muniz - 4x200m Livre / Winnipeg - 1999
- Gustavo Borges - 100m Livre / Winnipeg - 1999
- Leonardo Costa - 200m Livre / Winnipeg - 1999
- Rebeca Gusmão - 4x100m Livre / Winnipeg - 1999
- Tatiana Lemos - 4x100m Livre / Winnipeg - 1999
- Tatiana Lemos - 4x200m Livre / Winnipeg - 1999

#### Prancha à Vela
- Christina Mattoso Maia - Mistral / Winnipeg - 1999

#### Remo
- Ariel Suárez - Double Skiff / Guadalajara - 2011
- Ariel Suárez - Four Skiff / Guadalajara - 2011
- Cristian Rosso - Double Skiff / Guadalajara - 2011
- Cristian Rosso - Four Skiff / Guadalajara - 2011
- Alexis López - Double Skiff Leve / Lima - 2019[60]
- Alexandre Soares - Dois Sem / Winninpeg - 1999
- Gibran Cunha - Dois Sem / Winninpeg - 1999
- Gibran Cunha - Dois Sem / Santo Domingo - 2003
- José Carlos Sobral - Double Skiff Leve / Santo Domingo - 2003
- Thiago Gomes - Double Skiff Leve / Santo Domingo - 2003
- Gibran Cunha - Oito Com / Rio de Janeiro - 2007
- Alexis Mestre - Dois Sem / Guadalajara - 2011
- João Hildebrando - Dois Sem / Guadalajara - 2011
- Ariel Suárez - Oito Com / Toronto - 2015
- Cristian Rosso - Double Skiff / Toronto - 2015
- Fabiana Beltrame - Single Skiff peso leve / Toronto - 2015
- Alexis López - Quatro Sem Leve / Lima - 2019
- Gibran Cunha - Quatro Sem / Santo Domingo - 2003
- Vaval - Quatro Sem / Santo Domingo - 2003
- Felipe Leal - Double Skiff Leve / Rio de Janeiro - 2007
- Miguel Cerda - Double Skiff Leve / Rio de Janeiro - 2007
- Ariel Suárez - Oito Com / Guadalajara - 2011
- Ariel Suárez - Four Skiff / Toronto - 2015
- Cristian Rosso - Four Skiff / Toronto - 2015
- Alef Fontoura - Quatro Sem / Lima - 2019

#### Tênis
- Joana Cortez - Duplas / Santo Domingo - 2003

#### Tênis de mesa
- Hugo Hoyama - Winnipeg - 1999
- Thiago Monteiro - Winnipeg - 1999
- Eugênia Ferreira - Winnipeg - 1999
- Lígia Silva - Winnipeg - 1999

#### Vela
- Robert Scheidt - Classe Laser / Winnipeg - 1999

#### Vôlei de praia
- Adriana Behar - Winnipeg - 1999
- Shelda - Winnipeg - 1999

### Jogos Parapan-Americanos

#### Futebol de 7 Paralímpico
- Evandro de Oliveira - Toronto - 2015
- Fernandes - Toronto - 2015
- Gabriell Santos - Toronto - 2015
- Gilvano Diniz - Toronto - 2015
- Jônatas Santos - Toronto - 2015
- Marcos da Costa - Toronto - 2015
- Ubirajara Magalhães - Toronto - 2015
- Evandro de Oliveira - Lima - 2019
- Leonardo Morais - Lima - 2019
- Lucas Henrique - Lima - 2019
- Ubirajara Magalhães - Lima - 2019

#### Natação Paralímpica
- Mauro Brasil - 50m Livre S9 / Rio de Janeiro - 2007
- Mauro Brasil - 4x100m Livre 34P / Rio de Janeiro - 2007
- Caio Oliveira - 400m Livre S8 / Guadalajara - 2011
- Caio Oliveira - 100m Costas S8 / Guadalajara - 2011
- Camille Rodrigues - 400m Livre S9 / Winnipeg - 2015
- Camille Rodrigues - 100m Livre S9 / Winnipeg - 2015
- Camille Rodrigues - 100m Costas S9 / Winnipeg - 2015
- Douglas Matera - 100m Borboleta S13 / Lima - 2019
- Douglas Matera - 100m Costas S13 / Lima - 2019
- Douglas Matera - 400m Livre S13 / Lima - 2019
- Joana Neves - 50m Borboleta S5 / Lima - 2019
- Joana Neves - 50m Livre S5 / Lima - 2019
- Joana Neves - 100m Livre S5 / Lima - 2019
- Joana Neves - 200m Livre S5 / Lima - 2019
- Roberto Alcade - 100m Peito SB5 / Lima - 2019
- Thomaz Matera - 50m Livre S12 / Lima - 2019
- Mauro Brasil - 100m Livre S9 / Rio de Janeiro - 2007
- Caio Oliveira - 100m Livre S8 / Guadalajara - 2011
- Caio Oliveira - 200m Medley SM8 / Guadalajara - 2011
- Douglas Matera - 50m Livre S13 / Lima - 2019
- Douglas Matera - 100m Livre S13 / Lima - 2019
- Douglas Matera - 200m Medley SM13 / Lima - 2019
- Joana Neves - 200m Medley SM5 / Lima - 2019
- José Luiz Perdigão - 100m Borboleta S11 / Lima - 2019
- José Luiz Perdigão - 100m Costas S11 / Lima - 2019
- José Luiz Perdigão - 200m Medley SM11 / Lima - 2019
- Mariana Gesteira - 100m Costas S10 / Lima - 2019
- Mariana Gesteira - 100m Livre S10 / Lima - 2019
- Mariana Gesteira - Rev. 4x100m Medley 34 pontos / Lima - 2019
- Thomaz Matera - 50m Livre S10 / Lima - 2019
- Thomaz Matera - 100m Costas S12 / Lima - 2019
- Thomaz Matera - 100m Livre S12 / Lima - 2019
- Caio Oliveira - 100m Borboleta S8 / Guadalajara - 2011
- Camille Rodrigues - 50m Livre S9 / Winnipeg - 2015
- Joana Neves - Rev. 4x100m Livre 34 pontos / Lima - 2019
- José Luiz Perdigão - 100m Livre S11 / Lima - 2019
- José Luiz Perdigão - 100m Peito SB11 / Lima - 2019
- Mariana Gesteira - 100m Livre S10 / Lima - 2019
- Mariana Gesteira - Rev. 4x100m Livre 34 pontos / Lima - 2019

#### Voleibol Sentado
- Diogo Rebouças - Toronto - 2015
- Guilherme Gomes - Toronto - 2015
- Diogo Rebouças - Lima - 2019
- Wescley Conceição - Lima - 2019

### Jogos Sul-Americanos

#### Atletismo
- Izabel Cristina - 1500m rasos / Buenos Aires - 2006

#### Boliche
- Márcio Vieira - Todos os Eventos/Equipes / Medellín  2010

#### Caratê
- Vinicius Silva - (- 70Kg) / Buenos Aires - 2006
- Juarez Santos - (+ 80Kg) / Buenos Aires - 2006
- Caio Duprat - Equipe / Buenos Aires - 2006
- Vinicius Silva - Equipe / Buenos Aires - 2006
- Juarez Santos - Equipe / Buenos Aires - 2006
- Caio Duprat - (- 75Kg) / Buenos Aires - 2006

#### Halterofilismo
- Emily Figueiredo - Até 48 kg / Cochabamba - 2018

#### Natação
- Ivi Monteiro - 100m Broboleta / Brasil - 2002
- Ivi Monteiro - Rev. 4x100m livre / Brasil - 2002
- Ivi Monteiro - 200m Borboleta / Brasil - 2002

#### Remo
- Ariel Suárez - Double Skiff / Santiago - 2014
- Cristian Rosso - Double Skiff / Santiago - 2014

#### Tiro com arco
- Fábio Emílio - Recurvo 70m / Medellín - 2010
- Fábio Emílio - Recurvo por Equipe / Medellín - 2010

### Jogos Sul-Americanos de Praia

#### Futebol de Areia
- Bokinha / Vargas - 2014
- Bueno / Vargas - 2014
- Cesinha / Vargas - 2014
- Mauricinho / Vargas - 2014
- Antônio / Rosário - 2019
- Bokinha / Rosário - 2019
- Mauricinho / Rosário - 2019
- Rafael Padilha / Rosário - 2019
- Fabio Ribeiro / Santa Marta - 2023

### Jogos do Mediterrâneo de Praia

#### Futebol de Areia
- Josep Gentili / Patras - 2019

### Jogos Sul-Americanos da Juventude

#### Basquete 3x3
- Mateus Diniz / Santiago - 2017[61]
- Rafael de Araújo / Santiago - 2017

#### Judô
- Jesse James - -100kg / Rosário - 2022

### Jogos da Boa Vontade

#### Basquete
- Helinho / Brisbane - 2001
- Nenê Hilário / Brisbane - 2001

### INAS Global Games

#### Natação Paralímpica
- Gutemberg Ferraz - Revez. 4x50 m Livre S14 Masc. / Quito - 2015[62]
- Gutemberg Ferraz - Revez. 4x50 m Estilos S14 Masc. / Quito - 2015[62]
- Gutemberg Ferraz - Revez. 4x100 m Estilos S14 Masc. / Quito - 2015[62]
- Gutemberg Ferraz - 50m Livre S14 Masc. / Quito - 2015[62]

### CP Games

#### Futebol de 7 Paralímpico
- Gabriel Borges - Barcelona 2018[63][64]
- Gilberto - Barcelona 2018[63][64]
- Jefferson Vitorino - Barcelona 2018[63][64]
- João Gustavo - Barcelona 2018[63][64]
- Tiago Mendes - Barcelona 2018[63][64]

## Atletismo

### Adulto
- Aldemir Junior - Rev. 4x100m / Assunção 2017

- Aldemir Júnior - Rev. 4x100 m / Barquisimeto 2012
- Aldemir Júnior - Rev. 4x100 m / São Paulo 2014
- Aldemir Júnior - 200 m / Barquisimeto 2012

- Sanderlei Parrela - 400 m / Doha 2000

Campeonato Sul-Americano de Cross Country
- Douglas de Oliveira Henrique - Equipe / Guayaquil 2019
- Yago de Souza Werneck - Equipe / Guayaquil 2019

### Sub-23
- Aldemir Junior - 100m / São Paulo 2012[65]
- Aldemir Junior - 200m / São Paulo 2012[65]
- Aldemir Junior - Rev. 4x100m / São Paulo 2012[65]
- Evelyn de Paula - Rev. 4x100m / Lima 2016
- Mariana Ferreira - Rev. 4x100m / Lima 2016

### Sub-20
- Aldemir Junior - 100m / Medellín 2011
- Aldemir Junior - 200m / Medellín 2011
- Aldemir Junior - Rev. 4x100m / Medellín 2011
- Maria Vitória - Salto triplo / Cali 2019

### Sub-18
Campeonato Sul-Americano de Cross Country
- Douglas de Oliveira Henrique - Equipe / Guayaquil 2019
- Douglas de Oliveira Henrique - 6 Km / Guayaquil 2019

## Basquete

### Adulto
- Edson Bispo / Chile 1959

- Helinho / Neuquén 2001
- Nenê Hilário / Neuquén 2001

- Edson Bispo / Santiago 1958
- Demétrius / Bahía Blanca 1999
- Helinho / Valdivia 2001

Super 4 - Salta
- Fúlvio - 2017[66]

## Boliche

#### Sênior e Super Sênior
Campeonato Sul-Americano Sênior e Super Sênior de Boliche
- Márcio Vieira - Sênior - Duplas masculinas / República de Panamá 2014
- Lúcia Vieira - Sênior - Duplas mistas / Santiago 2015
- Márcio Vieira - Sênior - All events individual masculino / Santiago 2015
- Márcio Vieira - Sênior - Duplas mistas / Santiago 2015
- Márcio Vieira - Sênior - Duplas masculinas / Santiago 2015
- Márcio Vieira - Sênior - Individual masculino / Santiago 2015
- Léa Castro - Sênior - Equipes femininas / Santiago 2015
- Léa Castro - Sênior - Tercetos femininos / Santiago 2015
- Lúcia Vieira - Sênior - Equipes femininas / Santiago 2015
- Márcio Vieira - Sênior - Equipes masculinas / Santiago 2015

#### Adulto
Campeonato Sul-Americano Adulto de Boliche
- Lúcia Vieira - Duplas mistas / Santiago 2015
- Lúcia Vieira - Duplas mistas / Santiago 2015
- Márcio Vieira - Duplas masculinas / Santiago 2015
- Márcio Vieira - Duplas mistas / Santiago 2015
- Márcio Vieira - Equipes masculinas / Santiago 2015
- Márcio Vieira - Individual masculino / Santiago 2015
- Márcio Vieira - Master masculino / Santiago 2015
- Márcio Vieira - All events masculino / Santiago 2015
- Léa Castro - Equipes femininas / Santiago 2015
- Léa Castro - Tercetos femininos / Santiago 2015
- Lúcia Vieira - Equipes femininas / Santiago 2015
- Léa Castro - Equipes femininas / Cali 2016
- Léa Castro - Tercetos feminino / Cali 2016
- Lúcia Vieira - Equipes femininas / Cali 2016
- Lúcia Vieira - Tercetos femininos / Cali 2016
- Lúcia Vieira - Duplas femininas / Cali 2016
- Márcio Vieira - Equipes masculinas / Cali 2016

## Canoagem Velocidade
Jogos Pan-Americanos
- Sebastian Cuattrin - K2 1000m / Nova Iorque 2000
- Guto Campos - K2 1000m / Nova Iorque 2000
- Sebastian Cuattrin - K1 1000m / Nova Iorque 2000

Campeonato Sul-Americano
- Sebastian Cuattrin - K1 Sênior 1000m / Curitiba 2000
- Guto Campos - K2 Sênior 1000m / Curitiba 2000
- Sebastian Cuattrin - K2 Sênior 1000m / Curitiba 2000
- Guto Campos - K4 Sênior 1000m / Curitiba 2000
- Luiz Fernando - K4 Sênior 1000m / Curitiba 2000
- Sebastian Cuattrin - K4 Sênior 1000m / Curitiba 2000
- Sebastian Szubski - K4 Sênior 1000m / Curitiba 2000
- Fábio Demarchi - K1 Júnior 1000m / Curitiba 2000
- Deivid Pinheiro - K2 Júnior 1000m / Curitiba 2000
- Fábio Demarchi - K2 Júnior 1000m / Curitiba 2000
- Sebastian Cuattrin - K1 Sênior 500m / Curitiba 2000
- Guto Campos - K2 Sênior 500m / Curitiba 2000
- Luiz Fernando - K2 Sênior 500m / Curitiba 2000
- Guto Campos - K4 Sênior 500m / Curitiba 2000
- Luiz Fernando - K4 Sênior 500m / Curitiba 2000
- Sebastian Cuattrin - K4 Sênior 500m / Curitiba 2000
- Sebastian Szubski - K4 Sênior 500m / Curitiba 2000
- Ariela Pinto - K1 Júnior 500m / Curitiba 2000
- Fábio Demarchi - K1 Júnior 500m / Curitiba 2000
- Ariela Pinto - K2 Júnior 500m / Curitiba 2000
- Daniela Santos - K2 Júnior 500m / Curitiba 2000
- Deivid Pinheiro - K2 Júnior 500m / Curitiba 2000
- Fábio Demarchi - K2 Júnior 500m / Curitiba 2000
- Guto Campos - K4 Sênior 200m / Curitiba 2000
- Luiz Fernando - K4 Sênior 200m / Curitiba 2000
- Sebastian Cuattrin - K4 Sênior 200m / Curitiba 2000
- Sebastian Szubski - K4 Sênior 500m / Curitiba 20002
- Guto Campos - K2 Sênior 200m / Curitiba 2000
- Luiz Fernando - K2 Sênior 200m / Curitiba 2000

## Caratê
Campeonato Pan-Americano
- Caio Duprat - Kumitê -75 kg / Caracas 2008
- Caio Duprat - Equipe Kumitê / Caracas 2008
- Juarez Santos - Kumitê +80 kg / Caracas 2008
- Juarez Santos - Equipe Kumitê / Caracas 2008
- Adam Ramos - Kumitê +84 kg / Cidade do Panamá 2019[67]

Premier League
- Adam Ramos - Categoria Sênior -84Kg - Etapa de Fortaleza 2016

## Futebol

### Adulto
- Bellini - Suécia 1958
- Orlando Peçanha - Suécia 1958
- Vavá - Suécia 1958
- Ricardo Rocha - Estados Unidos 1994
- Ademir Menezes - Brasil 1950
- Alfredo II - Brasil 1950
- Augusto - Brasil 1950
- Barbosa - Brasil 1950
- Ely do Amparo - Brasil 1950
- Barbosa - Brasil 1950
- Chico - Brasil 1950
- Maneca - Brasil 1950
- Carlos Germano - França 1998
- Jaú - França 1938
- Niginho - França 1938
- Abel Braga - Argentina 1978
- Dirceu - Argentina 1978
- Roberto Dinamite - Argentina 1978

- Odvan - 1999

- Barbosa - Brasil 1949
- Augusto - Brasil 1949
- Wilson - Brasil 1949
- Danilo Alvim - Brasil 1949
- Ely do Amparo - Brasil 1949
- Ademir de Menezes - Brasil 1949
- Acácio - Brasil 1989
- Bebeto - Brasil 1989
- Geovani - Brasil 1989
- Mazinho - Brasil 1989
- Tita - Brasil 1989
- Carlos Germano - Bolívia 1997
- Edmundo - Bolívia 1997
- Odvan - Paraguai 1999
- Fábio - Peru 2004
- Rey - Buenos Aires 1937
- Zarzur - Buenos Aires 1937
- Ademir de Menezes - Santiago 1945
- Alfredo II - Santiago 1945
- Djalma - Santiago 1945
- Jair Rosa Pinto - Santiago 1945
- Ademir de Menezes - Buenos Aires 1946
- Chico - Buenos Aires 1946
- Jair Rosa Pinto - Buenos Aires 1946
- Barbosa - Lima 1953
- Haroldo - Lima 1953
- Danilo Alvim - Lima 1953
- Ely do Amparo - Lima 1953
- Ademir de Menezes - Lima 1953
- Ipocujan - Lima 1953
- Bellini - Lima 1957
- Paulinho de Almeida - Lima 1957
- Almir Pernambuquinho - Buenos Aires 1959
- Bellini - Buenos Aires 1959
- Coronel - Buenos Aires 1959
- Orlando Peçanha - Buenos Aires 1959
- Paulinho de Almeida - Buenos Aires 1959
- Acácio - América do Sul 1983(7)
- Roberto Dinamite - América do Sul 1983(7)
- Leandro Ávila - América do Sul 1995
- Villadóniga - Buenos Aires 1937
- Argemiro - Montevidéu 1942
- Osvaldo Gerico - Montevidéu 1942
- Silvio Parodi - Buenos Aires 1959
- Miguel - América do Sul 1975(7)(8)
- Roberto Dinamite - América do Sul 1975(7)(8)
- Carlos Alberto Pintinho - América do Sul 1979(7)(8)
- Leão - América do Sul 1979(7)(8)
- Marco Antônio - América do Sul 1979(7)(8)
- Roberto Dinamite - América do Sul 1979(7)(8)

- Ademir de Menezes - 1952
- Ely do Amparo - 1952
- Friaça - 1952
- Ipocujan - 1952

- Cobi Jones - 1996
- Donizete - 1998

- Bellini - 1960
- Delém - 1960
- Écio Capovilla - 1960
- Orlando Peçanha - 1960
- Sabará - 1960
- Marco Antônio - 1976
- Roberto Dinamite - 1976

- Barbosa - 1945
- Lelé - 1945
- Ademir de Menezes - 1945
- Chico - 1945
- Jair Rosa Pinto - 1945
- Bellini - 1957
- Paulinho de Almeida - 1957
- Bellini - 1960
- Delém - 1960
- Sabará - 1960
- Marco Antônio - 1976
- Dedé - 2011
- Diego Souza - 2011
- Rômulo - 2011
- Dedé - 2012
- Nélson da Conceição - 1923
- Paschoal - 1923
- Argemiro - 1939
- Florindo I - 1939
- Jaú - 1939
- Zarzur - 1939
- Argemiro - 1940
- Florindo I - 1940
- Jaú - 1940
- Nascimento - 1940
- Zarzur - 1940

- Domingos da Guia - 1932
- Itália - 1932
- Augusto - 1947
- Chico - 1947
- Danilo Alvim - 1947
- Ely do Amparo - 1947
- Jair Rosa Pinto - 1947
- Ademir de Menezes - 1950
- Barbosa - 1950
- Chico - 1950
- Danilo Alvim - 1950
- Ely do Amparo - 1950
- Tesourinha - 1950
- Marco Antônio - 1976
- Roberto Dinamite - 1976
- Argemiro - 1940
- Florindo I - 1940
- Nascimento - 1940
- Zarzur - 1940
- Ademir de Menezes - 1946
- Jair Rosa Pinto - 1946
- Chico - 1946
- Augusto - 1948
- Barbosa - 1948
- Chico - 1948
- Danilo Alvim - 1948
- Friaça - 1948

- Danilo Alvim - 1950
- Maneca - 1950
- Paulinho de Almeida - 1955
- Sabará - 1955
- Vavá - 1955
- Pinga - 1955
- Walter Marciano - 1955
- Bellini - 1958
- Vavá - 1958
- Bellini - 1961
- Marco Antônio - 1976
- Roberto Dinamite - 1976

- Paulinho de Almeida - 1955
- Walter Marciano - 1955
- Bellini - 1959
- Coronel - 1959
- Orlando Peçanha - 1959

- Nélson da Conceição - 1923
- Paschoal - 1923

- Nélson da Conceição - 1923
- Paschoal - 1923

- Brito - 1964

- Brito - 1968

- Tostão - 1972

- Marco Antônio - 1976
- Roberto Dinamite - 1976

- Dirceu - 1978
- Roberto Dinamite - 1978

- Dunga - 1987

- Geovani - 1988
- Romário - 1988

- Acácio - 1989
- Paulo Roberto - 1989
- Bismarck - 1989
- Geovani - 1989
- Mazinho - 1989

- Bismarck - 1990

- Luís Carlos Winck - 1992
- Bebeto - 1992
- Edmundo - 1992

- Luisinho - 1993

- Carlos Germano - 1995
- Charles Guerreiro - 1995

- Felipe - 1999
- Juninho Pernambucano - 1999
- Odvan - 1999

- Juninho Pernambucano - 2000

- Martín Silva - 2018

### Sub-20
- Geovani - México 1983
- Mauricinho - México 1983
- Gian - Austrália 1993
- Yan - Austrália 1993
- Jardel - Austrália 1993
- Allan - Austrália 2011
- Souza - Egito 2009
- Alex Teixeira - Egito 2009
- Alan Kardec - Egito 2009
- Guina - Tunísia 1977
- Carlos Germano - Arábia Saudita 1989
- Cássio - Arábia Saudita 1989
- França - Arábia Saudita 1989
- Bismarck - Arábia Saudita 1989
- Sonny Anderson - Arábia Saudita 1989

- Geovani - Bolívia 1983
- Romário - Paraguai 1985
- Carlos Germano - Argentina 1988
- Cássio - Argentina 1988
- Bismarck - Argentina 1988
- Luciano - Argentina 1988
- Ânderson - Argentina 1988
- William - Colômbia 1987
- Joel Pinheiro - Chile 1958

- Dudu - 1980
- João Luís - 1980
- Marquinho - 1981
- Ernani - 1983
- Bruno Carvalho - 1995
- Rodrigo Souto - 2002
- Danilo - 2013
- Thalles - 2014
- Lucão - 2019
- Carlos Germano - 1990
- Cássio - 1990
- França - 1990

- Luan - 2012[68]

- Lorran - 2014
- Thalles - 2014

Torneio de Suwon
- Caio Monteiro - 2016

Panda Cup
- Danilo - 2014

Valais Cup
- Danilo - 2013

Quadrangular Internacional Sub-20 (Argentina)
- Luan - 2012[69]

Quadrangular de Seleções Sub-20 (Chile)
- Douglas Luiz - 2016[70]

### Sub-19
- Allan - 2010

### Sub-17
- Abel - Egito 1997
- Henrique Valle - Egito 1997
- Bruno Leite - Nova Zelândia 1999
- Léo Lima - Nova Zelândia 1999
- Ricardo - Nova Zelândia 1999
- Júnior - Finlândia 2003
- Talles Magno - Brasil 2019
- Helder - Equador 1995
- Maricá - Equador 1995
- William - China 1985
- Bismarck - China 1985
- Lucão - Índia 2017
- Paulinho - Índia 2017

- Gian - Paraguai 1991
- Victor - Paraguai 1991
- Yan - Paraguai 1991
- Dias - Peru 1995
- Helder - Peru 1995
- Abel - Paraguai 1997
- Léo Macaé - Uruguai 1999
- Alberoni - Peru 2001
- Anderson - Peru 2001
- Wescley - Peru 2001
- Alex Teixeira - Equador 2007
- Philippe Coutinho - Chile 2009
- Willen - Chile 2009
- Guilherme Costa - Equador 2011
- Andrey - Paraguai 2015
- Evander - Paraguai 2015
- Lucão - Chile 2017
- Paulinho - Chile 2017
- Bismarck - Argentina 1985
- Zoca - Peru 1986
- Junior - Peru 1986
- Moisés - Equador 1988
- Gustavo - Bolívia 2003
- Júnior - Bolívia 2003
- Danilo - Argentina 2013
- Matheus Índio - Argentina 2013

- Guilherme Costa - 2010
- Lorran - 2013[71]
- Matheus Índio - 2013[71]

- Guilherme Costa - 2009
- Jonatas Paulista - 2009
- Andrey - 2014
- Evander - 2014
- Evander - 2013
- Mateus Vital - 2013
- Paulinho - 2016
- Lucão - 2015
- Miranda - 2015
- Riquelme - 2018
- Talles Magno - 2018

Suwon Cup
- Andrey - 2015
- Evander - 2015

Torneio Banyoles
- Evander - 2014

Copa México das Nações
- Evander - 2014

BRICS Cup
- Caio Lopes - 2016
- Miranda - 2016
- Paulinho - 2016

Torneo Libertador Bernardo O'Higgins
- Alan Cardoso - 2014
- Andrey - 2014
- Evander - 2014

### Sub-16
Copa Internacional do Mediterrâneo
- Guilherme Costa - 2010
- Jonatas Paulista - 2010
- Evander - 2014

Torneio de Montaigu
- João Pedro - 2016
- Lucão - 2016
- Paulinho - 2016

### Sub-15
- Alex Teixeira - Bolívia 2005
- Belchior - Brasil 2007
- Philippe Coutinho - Brasil 2007
- Baiano - Uruguai 2011
- Danilo - Uruguai 2011
- Foguete - Uruguai 2011
- Índio - Uruguai 2011
- Mosquito - Uruguai 2011
- Paulinho - Colômbia 2015
- Andrey - Paraguai 2019
- Guilherme Costa - Bolívia 2009
- João Paulo - Bolívia 2009

- Gabriel Borsatto - 2017

Quadrangular de Seleções Sub-15 (Granja Comary)
- Andrey - 2019[72]

## Futebol de Areia

### Masculino

#### Adulto
- Jorginho - Rio de Janeiro 1999
- Jorginho - Rio de Janeiro 2003
- Bokinha - Nassau 2017
- Catarino - Nassau 2017
- Lucão - Nassau 2017
- Mauricinho - Nassau 2017
- Rafael Padilha - Nassau 2017
- Jorginho - Ravena 2011
- Josep Gentili - Luque 2019
- Bokinha - Taiti 2013
- Bueno - Taiti 2013
- Bruno Xavier - Taiti 2013
- Jorginho - Taiti 2013

Copa América
- Bruno Xavier - Santos 2013
- Bueno - Santos 2013
- Cesinha - Santos 2013
- Jorginho - Santos 2013
- Mauricinho - Santos 2013
- Bokinha - Recife 2014
- Buru - Recife 2014
- Cesinha - Recife 2014
- Lucão - Recife 2014
- Mauricinho - Recife 2014
- Bokinha - Santos 2016
- Catarino - Santos 2016
- Lucão - Santos 2016
- Rafael Padilha - Santos 2016
- Antônio - Lima 2018
- Lucão - Lima 2018
- Lukinhas - Lima 2018
- Rafael Padilha - Lima 2018
- Rafinha Amorim - Lima 2018

Campeonato Sul-Americano
- Bokinha - Montevidéu 2014
- Lucão - Montevidéu 2014
- Bokinha - Vitória 2016
- Buru - Vitória 2016
- Catarino - Vitória 2016
- Jorginho - Vitória 2016
- Lucão - Vitória 2016
- Rafinha Amorim - Vitória 2016

Eliminatórias para a Copa do Mundo de Futebol de Areia
- Jorginho - Rio de Janeiro 2011
- Bokinha - Asunción 2017
- Catarino - Asunción 2017
- Lucão - Asunción 2017
- Mauricinho - Asunción 2017
- Rafael Padilha - Asunción 2017
- Antônio - Rio de Janeiro 2019
- Bokinha - Rio de Janeiro 2019
- Catarino - Rio de Janeiro 2019
- Lucão - Rio de Janeiro 2019
- Mauricinho - Rio de Janeiro 2019
- Rafael Padilha - Rio de Janeiro 2019
- Catarino - Rio de Janeiro 2021
- Bruno Xavier - Merlo 2013
- Bueno - Merlo 2013
- Cesinha - Merlo 2013
- Jorginho - Merlo 2013

- Bokinha - Cascais 2016
- Catarino - Cascais 2016
- Lucão - Cascais 2016
- Rafinha Amorim - Cascais 2016
- Rafael Padilha - Cascais 2017

Mundialito de Beach Soccer Brasil
- Bokinha - Santos 2016
- Catarino - Santos 2016
- Lucão - Santos 2016
- Rafael Padilha - Santos 2016

- Bokinha - Dubai 2016
- Catarino - Dubai 2016
- Lucão - Dubai 2016
- Rafael Padilha - Dubai 2016
- Antônio - Dubai 2017
- Bokinha - Dubai 2017
- Lucão - Dubai 2017
- Mauricinho - Dubai 2017
- Rafael Padilha - Dubai 2017
- Jorginho - Dubai 2011
- Jorginho - Dubai 2012
- Antônio - Dubai 2018
- Bokinha - Dubai 2018
- Lucão - Dubai 2018
- Mauricinho - Dubai 2018
- Rafael Padilha - Dubai 2018
- Rafinha Amorim - Dubai 2018

Liga Sul-Americana
- Antônio - Rio de Janeiro 2017
- Lucão - Rio de Janeiro 2017
- Mauricinho - Rio de Janeiro 2017
- Rafael Padilha - Rio de Janeiro 2017
- Rafinha Amorim - Rio de Janeiro 2017
- Antônio - Encarnación 2018
- Bokinha - Encarnación 2018
- Mauricinho - Encarnación 2018
- Rafael Padilha - Encarnación 2018

Liga Sul-Americana - Zona Norte
- Lukinhas - Lima 2017
- Rafael Padilha - Lima 2017
- Antônio - Santa Marta 2018
- Lukinhas - Santa Marta 2018
- Rafael Padilha - Santa Marta 2018

Liga Sul-Americana - Zona Sul
- Benjamin Júnior - Rosário 2019
- Jordan - Rosário 2019
- Edson Hulk - Rosário 2019

- Bruno Xavier - Santos 2013
- Bueno - Santos 2013
- Cesinha - Santos 2013
- Jorginho - Santos 2013
- Mauricinho - Santos 2013
- Bokinha - Recife 2013
- Buru - Recife 2013
- Cesinha - Recife 2013
- Lucão - Recife 2013
- Mauricinho - Recife 2013

Copa Sul-Americana
- Mauricinho - Equador 2016

Grand Prix da China
- Antônio - Quanzhou 2017
- Lucão - Quanzhou 2017
- Lukinhas - Quanzhou 2017
- Rafael Padilha - Quanzhou 2017

Copa Lagos
- Benjamin Jr - Lagos 2019[73][74]
- Cesinha - Lagos 2019[73][74]
- Daniel Lira - Lagos 2019[73][74]
- Edson Hulk - Lagos 2019[73][74]
- Jordan - Lagos 2019[73][74]

Copa Riviera Maya
- Bokinha - México 2013
- Catarino - México 2013
- Cesinha - México 2013
- Mauricinho - México 2013
- Bokinha - México 2014
- Bueno - México 2014
- Cesinha - México 2014
- Mauricinho - México 2014

Miami Cup
- Jorginho - Miami 2011

#### Sub-20
Campeonato Sul-Americano
- Josep Gentili - Montevidéu 2017
- Paulinho - Montevidéu 2017
- Ryan Yano - Montevidéu 2017

Liga Sul-Americana
- Alejandro - Rio de Janeiro 2017
- Josep Gentili - Rio de Janeiro 2017
- Paulinho - Rio de Janeiro 2017
- Ryan Yano - Rio de Janeiro 2017
- Alejandro - Encarnación 2018
- Josep Gentili - Encarnación 2018
- Paulinho - Encarnación 2018

Sub-20 - Zona Norte
- Giovane Gonzaga - Lima 2017
- Josep Gentili - Lima 2017
- Paulinho - Lima 2017
- Alejandro - Santa Marta 2018
- Paulinho - Santa Marta 2018

Sub-20 - Zona Sul
- Douglas Rodrigues - Rosário 2019
- Matheus Teleco - Rosário 2019

### Feminino
- Dani Barboza - Moscou 2021
- Jasna Nagel - Moscou 2021
- Milene Magalhães - Moscou 2021
- Natalie Wippel - Moscou 2021

## Futebol de Botão

### Categoria 12 Toques
Campeonato Mundial de Bola 12 Toques por Equipes
- André Moraes - Lisboa 2018
- Dudu - Lisboa 2018
- Ednilson Gaffo - Lisboa 2018
- Igor Monteiro - Lisboa 2018
- Marcelo Lages - Lisboa 2018
- Nando - Lisboa 2018
- Renato Kort - Lisboa 2018
- Rodolfo - Lisboa 2018
- Victor Heremann - Lisboa 2018

Campeonato Mundial de Bola 12 Toques Individual
- Nando - Lisboa 2018
- Ednilson Gaffo - Lisboa 2018

Campeonato Sul-Americano de Bola 12 Toques por Equipes
- Igor Monteiro - Antofagasta 2016
- Marcelo Lages - Antofagasta 2016
- Nando - Antofagasta 2016
- Toninho - Antofagasta 2016

Copa Lisboa
- Igor Monteiro - 2018

### Categoria Chapas
Campeonato Sul-Americano de Chapas
- Abel Cêpa - Buenos Aires 2019
- Marcelo Lages - Buenos Aires 2019

### Categoria Sectorball
Campeonato Sul-Americano de Sectorball
- Igor Monteiro - Córdoba 2017
- Marcelo Lages - Córdoba 2017
- Abel Cêpa - Buenos Aires 2019
- Marcelo Lages - Buenos Aires 2019

### CategoriaSubbuteo
Campeonato Sul-Americano de Subbuteo
- Daniel Matos - Curitiba 2015
- Marcelo Lages - Curitiba 2015
- Daniel Matos - Antofagasta 2016
- Igor Monteiro - Antofagasta 2016
- Marcelo Lages - Antofagasta 2016
- Renato Kort - Antofagasta 2016
- Abel Cêpa - Buenos Aires 2019
- Daniel Matos - Buenos Aires 2019
- Ednilson Gaffo - Buenos Aires 2019
- Marcelo Lages - Buenos Aires 2019
- Victor Heremann - Buenos Aires 2019
- Ednilson Gaffo - Córdoba 2017
- Marcelo Lages - Córdoba 2017
- Victor Heremann - Córdoba 2017

## Futebol Feminino

### Sub-17
- Ana Vale - Bolívia 2012
- Brena Carolina - Bolívia 2012
- Gabrielly Soares - Bolívia 2012
- Thaynara - Bolívia 2012
- Angelina - Venezuela 2016
- Rayane - Venezuela 2016
- Rayane Arruda - Venezuela 2016

## Futebol de 7

### Adulto

#### Masculino
Copa América
- Mikimba - Lima 2018[75][76]

Copa das Nações
- Dabá - São Paulo 2018[77][78]
- Mikimba - São Paulo 2018[77][78]

#### Feminino
Copa do Mundo
- Rayane Arruda - Curitiba 2018[79][80]

Copa América
- Juliana Pacheco - Porto Alegre 2019[81][82]
- Jéssica Getúlio - Porto Alegre 2020[83]
- Taninha - Porto Alegre 2020[83]
- Rayane Arruda - Lima 2018[75][76]

Copa das Nações
- Rayane Arruda - São Paulo 2018[77][84]

## Futebol de 7 Paralímpico

### Adulto
Campeonato Mundial de Futebol de 7
- Evandro de Oliveira - Sevilha 2019[85][86]
- Leonardo Morais - Sevilha 2019[85][86]
- Lucas Henrique - Sevilha 2019[85][86]
- Ubirajara Magalhães - Sevilha 2019[85][86]

Copa América de Futebol de 7
- Evandro de Oliveira - Equador 2018[63][87]
- Gilvano Diniz - Equador 2018[63][87]
- Ubirajara Magalhães - Equador 2018[63][87]

Torneio Internacional da Holanda
- Diego Delgado - 2014
- Evandro de Oliveira - 2014
- Gabriel Brian -2014
- Gilvano Diniz - 2014
- Jônatas Santos - 2014
- Marcos Yuri - 2014

## Ginástica Artística
Aberto do México
- Petrix Barbosa - Barra fixa - 2016
- Petrix Barbosa - Barras paralelas - 2016

## Handebol de Praia

### Feminino
Sul Centro Americano de Beach Handball
- Beatriz Correia - Maricá 2019[88][89]

## Judô

### Adulto
- Sebástian Pereira - -73 kg / Birmingham 1999

### Júnior/Sub-21
Campeonato Mundial Júnior
- Luana Carvalho - -70 kg / Olbia 2021

Campeonato Pan-Americano Júnior
- Luana Carvalho - -70 kg / Cali 2021

## Kickboxing
Campeonato Pan-Americano
- Phill Jonathan - Light Contact / -89 kg - 2018
- Phill Jonathan - Point Fighting / -89 kg - 2018

Chile International Open
- Phill Jonathan - Light Contact / -89 kg - 2018

## Levantamento de Peso
Grand Prix de Lima
- Nathasha Rosa - Arremesso / -49 kg - 2019[90]
- Nathasha Rosa - Total / -49 kg - 2019[90]

## Natação

### Adulto
1ª Etapa
- Eduardo Fischer - 50 m Peito Masc. - Rio de Janeiro 2000/2001
- Eduardo Fischer - 100 m Costa Masc. - Rio de Janeiro 2000/2001
- Fabíola Molina - 50 m Costas Fem. - Rio de Janeiro 2000/2001
- Fabíola Molina - 200 m Costas Fem. - Rio de Janeiro 2000/2001
- Gustavo Borges - 200 m Livre Masc. - Rio de Janeiro 2000/2001
- Luís Lima - 400 m Costa Masc. - Rio de Janeiro 2000/2001
- Luís Lima - 1500 m Livre Masc. - Rio de Janeiro 2000/2001
- Edvaldo Valério - 200 m Livre Masc. - Rio de Janeiro 2000/2001
- Fabíola Molina - 100 m Costas Fem. - Rio de Janeiro 2000/2001
- Gustavo Borges - 100 m Livre Masc. - Rio de Janeiro 2000/2001
- Laura Crespo - 200 m Costas Fem. - Rio de Janeiro 2000/2001
- Marcella Amar - 200 m Borboleta Fem. - Rio de Janeiro 2000/2001
- Edvaldo Valério - 50 m Livre Masc. - Rio de Janeiro 2000/2001
- Edvaldo Valério - 100 m Livre Masc. - Rio de Janeiro 2000/2001
- Laura Crespo - 50 m Costas Fem. - Rio de Janeiro 2000/2001

2ª Etapa
- Paulo Machado - 100 m Costas Masc. - Maryland 2000/2001
- Paulo Machado - 200 m Costas Masc. - Maryland 2000/2001

10ª Etapa
- Fabíola Molina - 100 m Costas Fem. - Paris 2000/2001

### Master
Campeonato Pan-Americano Master
- Felipe Brandão - 50 m Peito 35-39 Masc. - Orlando 2018
- Felipe Brandão - 50 m Peito 35-39 Masc. - Orlando 2018
- Felipe Brandão - Revez. 4x50 m Livre 35-39 Masc. - Orlando 2018
- Felipe Brandão - 50 m Borboleta 35-39 Masc. - Orlando 2018
- Felipe Brandão - 50 m Livre 35-39 Masc. - Orlando 2018

Campeonato Sul-Americano Master
- Carlos Seda - 100 m Peito 45-49 Masc. - Buenos Aires 2018
- Valesca Cruz - 50 m Borboleta 45-49 Fem. - Buenos Aires 2018
- Valesca Cruz - 100 m Borboleta 45-49 Fem. - Buenos Aires 2018
- Valesca Cruz - 100 m Livre 45-49 Fem. - Buenos Aires 2018
- Valesca Cruz - 200 m Livre 45-49 Fem. - Buenos Aires 2018
- Valesca Cruz - 400 m Livre 45-49 Fem. - Buenos Aires 2018
- Carlos Seda - 100 m Medley 45-49 Masc. - Buenos Aires 2018
- Carlos Seda - 50 m Peito 45-49 Masc. - Buenos Aires 2018
- Carlos Seda - 200 m Peito 45-49 Masc. - Buenos Aires 2018
- Magali Gacek - 200 m Peito 45-49 Fem. - Buenos Aires 2018
- Marcelo Reis - 50 m Borboleta 50-54 Masc. - Buenos Aires 2018
- Marcelo Reis - 50 m Peito 50-54 Masc. - Buenos Aires 2018
- Marcelo Reis - 100 m Peito 50-54 Masc. - Buenos Aires 2018
- Marcelo Reis - 200 m Peito 50-54 Masc. - Buenos Aires 2018
- Magali Gacek - 100 m Medley 45-49 Fem. - Buenos Aires 2018
- Magali Gacek - 100 m Peito 45-49 Fem. - Buenos Aires 2018
- Sérgio Dias - 100 m Costas 45-49 Masc. - Buenos Aires 2018

### Junior
Multinations Swimming Junior Meet
- Amanda Armelau - 50 m Borboleta Fem. - Oswiecim 2004
- Amanda Armelau - 50 m Livre Fem. - Oswiecim 2004
- Amanda Armelau - Revez. 4x200 m Medley Fem. - Oswiecim 2004
- Amanda Armelau - 100 m Borboleta Fem. - Oswiecim 2004
- Amanda Armelau - Revez. 4x100 m Livre Fem. - Oswiecim 2004

## Maratona Aquática Paralímpica
La Mer Open Water Swim
- Abel Martins - Auxiliar Técnico - 1600 m Masc. - Dubai 2019[91]
- Gutemberg Ferraz - 1600 m Masc. - Dubai 2019[91]

## Natação Paralímpica
Parapan-Pacific de Natação
- Susana Schnarndorf - 50 m Livre S6 Fem. - Pasadena 2014[92]
- Susana Schnarndorf - Revez. 4x50 m Medley S6 Fem. - Pasadena 2014[92]
- Joana Silva - 200 m Livre S5 Fem. - Cairns 2018
- Joana Silva - Revez. 4x50 m Livre W31 Misto - Cairns 2018
- Joana Silva - 100 m Livre S5 Fem. - Cairns 2018
- Joana Silva - 50 m Borboleta S5 Fem. - Cairns 2018
- Roberto Alcalde - 200 m Livre S6 Masc. - Cairns 2018
- Roberto Alcalde - 50 m Borboleta S6 Masc. - Cairns 2018
- Roberto Alcalde - 200 m Medley SB5 Masc. - Pasadena 2014[92]
- Susana Schnarndorf - 400 m Livre S6 Fem. - Pasadena 2014[92]
- Caio Oliveira - 100 m Livre S8 Masc. - Cairns 2018
- Camille Rodrigues - 100 m Livre S9 Fem. - Pasadena 2014[92]
- Roberto Alcalde - 200 m Medley SB5 Masc. - Cairns 2018[93]

## Remo

### Sub-23
- Alexis Lopez - Single Skiff Peso Leve - Plovdiv 2017[94]